# Levičnik (rodbina)
Levičnik, priimek znane slovenska rodbine iz Železnikov, iz katere je izšlo več znamenitih mož.
Ker so bile rojstne knjige v Železnikih pri velikem požaru leta 1822 v ognju uničene, je mogoče zasledovati prednike rodbine le do Janeza (Anžeta) Levičnika ki je umrl okoli leta 1766. Imel je sinova Jurija in Blaža.
Jurij Levičnik, poročen z Marijo Navinc, je imel sina Gašperja Jurija (1772-1824). Žena Marija se je po moževi smrti drugič poročila z N. Martinčičem. Iz tega zakona je imela sina, fužinarja Franca Martinčiča.
Blaž Levičnik je bil krojač, ki je leta 1790 kupil delež v železniških fužinah, ki pa so ga morali dediči po njegovi smrti prodati. Njegova sinova sta bila: Gregor Levičnik (~1777-1845) in Luka Levičnik (1780–1860). Gregor in Luka sta se s pridnostjo in poštenostjo povzpela od žebljarjev do večjih trgovcev z železnino, zlasti z žeblji in postala fužinarja. Trgovala sta, posebno Luka, večinoma peš v Trst, na Reko in najmanj enkrat na leto peš ali po Savi na Hrvaško, v Slavonijo, Banat in v Bosno. V letih 1816 in 1817 sta bila velika dobrotnika Železnikov in okolice, ker sta skrbela, da so ljudje imeli delo in zamenjavala železninske izdelke za žito. Luka je zaposloval 16–40 oseb. Njegov sin Jernej si je prizadeval, da bi oče prejel plemiški naslov s pridevkom »Eisenkron«. Lukovi sinovi so bili: Jernej Levičnik; Jurij Levičnik  (1812-1876), pravnik; Peter Levičnik (1819-1900), upokojen kot naslovni svetnik višjega sodišča v Celju; Franc Ksaver Levičnik (1822-1888), upokojen kot župnik v Železnikih in Jožef Levičnik (1826-1909), učitelj, pesnik in organist učitelj.
Jurij Levičnik (1812–1876) je na Dunaju študiral pravo. Služboval je pri patrimonijalni gosposki v Paternionu, potem v Obervellachu na Koroškem. Leta 1845 je bil imenovan za okrožnega komisarja pri okrožnem komisarijatu v Ribnici, 1849 za okrožnega sodnika v Škofji Loki, 1854 za predstojnika okrožnega urada v Kranjski gori, ob reorganizaciji novih okrožnih sodišč leta 1867 ponovno za okrožnega sodnika v Škofji Loki, kjer je ostal do smrti. Njegov sin Albert Levičnik je postal predsednik deželnega sodišča v Ljubljani.

## Glej še
- Levičnik (priimek)